# Petosse
Petosse é uma comuna francesa na região administrativa da Pays de la Loire, no departamento de Vendéia. Estende-se por uma área de 15,9 km². Em 2010 a comuna tinha 715 habitantes (densidade: 45 hab./km²).